# David White (acteur)
Pour les articles homonymes, voir White et David White.
David White, né le 4 avril 1916 à Denver, au Colorado, et mort le 27 novembre 1990 à North Hollywood, en Californie, est un comédien américain de théâtre, cinéma et télévision.

## Biographie
Né au Colorado, il passe une partie de sa jeunesse à Phoenixville, en Pennsylvanie, et termine ses études dans un collège de Californie. Il amorce ensuite une carrière de comédien à la scène. Il joue d'abord à Pasadena, puis à Cleveland. Pendant la Seconde Guerre mondiale, il s'engage dans le Corps des Marines des États-Unis. Après sa démobilisation, il décroche, en 1949, un premier petit rôle sur Broadway, suivi de quelques autres engagements.
À partir de 1951, il s'installe à Hollywood et entame une fructueuse carrière à la télévision. Il apparaît dans des téléfilms et des épisodes de nombreuses séries télévisées, fréquemment, au début, sous la direction de Delbert Mann. Au tournant des années 1950-1960, il obtient aussi de petits rôles dans quelques films prestigieux, notamment Le Grand Chantage (Sweet Smell of Success) d'Alexander Mackendrick et La Garçonnière (The Apartment) de Billy Wilder. Il joue à deux reprises des rôles différents dans les séries Les Incorruptibles, La Quatrième Dimension et Mon Martien favori.
Il est aujourd'hui surtout connu pour avoir incarné pendant huit saisons, entre 1964 et 1972, Alfred Tate, le patron de Jean-Pierre Stevens, dans la célèbre série Ma sorcière bien-aimée. Pour cette série, il a aussi réalisé l'épisode 12 de la 6e saison, intitulé Ma mère l'Oye (Sam's Double Mother Trouble) en 1969, qui demeure la seule tentative dans sa carrière derrière la caméra. Quand Ma sorcière bien-aimée prend fin, il joue dans des épisodes de plusieurs séries, dont Mission impossible, Columbo, Les Rues de San Francisco, La croisière s'amuse, L'Incroyable Hulk, Cagney et Lacey, Les Enquêtes de Remington Steele, Dallas et L'Agence tous risques. Sa dernière apparition à la télévision a lieu en novembre 1986 dans la série Dynastie.
Il a été marié à l'actrice Mary Welch, morte en mettant au monde leur deuxième enfant en 1958. David White s'est ensuite remarié avec l'actrice Lisa Figus, dont il a eu une fille, Alexandra.
Le fils aîné de David White, Jonathan, est l'une des victimes de l'attentat de Lockerbie en 1988. Il avait 33 ans. David White meurt d'une crise cardiaque dans sa demeure de North Hollywood le 27  novembre 1990, à l'âge de 74 ans. Père et fils sont tous deux enterrés au cimetière de Hollywood Forever.

## Filmographie

### Au cinéma
- 1957 : Le Grand Chantage (Sweet Smell of Success) de Alexander Mackendrick : Otis Elwell
- 1958 : La Déesse (The Goddess) de John Cromwell : Burt Harris
- 1960 : La Garçonnière (The Apartment) de Billy Wilder : Mr. Eichelberger
- 1960 : Sunrise at Campobello de Vincent J. Donehue : Mr. Lassiter
- 1961 : Le Roi des imposteurs (The Great Impostor) de Robert Mulligan : Dr Hammond
- 1961 : The Lawbreakers : Police Commissioner Dean
- 1962 : Madison Avenue de Bruce Humberstone : Brock
- 1965 : The Lollipop Cover de Everett Chambers
- 1970 : The Red, White, and Black : 10 th Cavalry Trooper
- 1972 : 3 Étoiles, 36 Chandelles (Snowball Express) de Norman Tokar : Mr. Fowler
- 1976 : The Happy Hooker Goes to Washington de William A. Levey : Sénateur Rawlings
- 1985 : Fast Forward (en) de Sidney Poitier : Mr. Sabol
- 1985 : Comment claquer un million de dollars par jour? (Brewster's Millions) de Walter Hill : George Granville

### À la télévision (liste partielle)
- 1951 : The Philco Television Playhouse (série télévisée) - Saison 3, épisode 23 : Kitty Doone
- 1951 : The Philco Television Playhouse (série télévisée) - Saison 3, épisode 46 : Television Story
- 1951 : Goodyear Television Playhouse (en) (série télévisée) - Saison 1, épisode 2 : The Copper : Dr. Tallman
- 1951 : Goodyear Television Playhouse (en) (série télévisée) - Saison 1, épisode 5 : Money to Burn
- 1951 : Lights Out (série télévisée) - Saison 4, épisode 17 : Perchance to Dream : Jeff Chambers
- 1952 : The Philco Television Playhouse (série télévisée) - Saison 4, épisode 9 : Rich Boy : Cary Sloane
- 1952 : The Vision of Father Flanagan (téléfilm) : Juge Warren
- 1952 : Goodyear Television Playhouse (en) (série télévisée) - Saison 2, épisode 8 : Mr. Quimby's Christmas Hats
- 1953 : Lincoln's Little Correspondent (téléfilm)
- 1953 : Goodyear Television Playhouse (en) (série télévisée) - Saison 2, épisode 24 : Hollywood Tandem
- 1954 : The Philco Television Playhouse (série télévisée) - Saison 6, épisode 10 : Smoke Screen
- 1954 : The Philco Television Playhouse (série télévisée) - Saison 6, épisode 11 : Statute of Limitations
- 1954 : Goodyear Television Playhouse (en) (série télévisée) - Saison 3, épisode 13 : The Inward Eye : Debataz
- 1954 : Studio One (série télévisée) - Saison 6, épisode 28 : Paul's Apartment : Max
- 1954 : Producers' Showcase (en) (série télévisée) - Saison 1, épisode 3 : Dateline
- 1954 : Studio One (série télévisée) - Saison 7, épisode 15 : The Cuckoo in Spring : Oliver
- 1955 : Goodyear Television Playhouse (en) (série télévisée) - Saison 4, épisode 9 : The Way Things Happen : Martin Ramsey
- 1955 : Danger (en) (série télévisée) - Saison 5, épisode 33 : Telegram
- 1955 : Robert Montgomery Presents (en) (série télévisée) - Saison 6, épisode 35 : Barney
- 1956 : Studio One (série télévisée) - Saison 8, épisode 37 : The Power : Van Zandt
- 1957 : Robert Montgomery Presents (en) (série télévisée) - Saison 8, épisode 27 : The Last Train to Kildevil
- 1959 : Alcoa Theatre (en) - Saison 2, épisode 14 : The Slightly Fallen Angel : Mills
- 1959 : Alfred Hitchcock présente (série télévisée) - Saison 5, épisode 7 : Galop d'essais (Dry Run) : Mr. Barberosa
- 1959 : Les Incorruptibles (série télévisée) - Saison 1, épisode 10 : Le Scandaleux Verdict (The Dutch Schultz Story) : W.S. Andrews
- 1960 : Les Incorruptibles (série télévisée) - Saison 2, épisode 1 : Coup pour coup (The Rusty Heller Story) : Archie Grayson
- 1960 : La Quatrième Dimension (série télévisée) - Saison 1, épisode 23 : Un monde différent (A World of Difference) : Brinklay
- 1962 : La Quatrième Dimension (série télévisée) - Saison 2, épisode 35 : La Fée électrique (I Sing a Body Electric) : Mr. Rogers
- 1963 : Le Virginien (série télévisée) - Saison 1, épisode 19 : Le mort a disparu (The Man Who Couldn't Die) : Mr Wilson
- 1964 : Mon Martien favori (série télévisée) - Saison 1, épisode 36 : A Nose for News : Lloyd Thomas
- 1964 : Mon Martien favori (série télévisée) - Saison 2, épisode 2 : The Memory Pill : Dr Nichols
- 1964-1972 : Ma sorcière bien-aimée (série télévisée) : Alfred Tate (dans 170 épisodes)
- 1972 : Mission impossible (série télévisée) - Saison 7, épisode 2 : L'An 2000 : Max Bander
- 1972 : Search (série télévisée) - Saison 1, épisode 2 : La disparition : Miles Llewellyn
- 1973 : The Six Million Dollar Man: Solid Gold Kidnapping (téléfilm) : Ambassador Scott
- 1974 : Kojak (série télévisée) - Saison 1, épisode 17 : Au diable Kojak : Ramsey Brewer
- 1974 : The Rookies (série télévisée) - Saison 3, épisode 7 : Mystère en vol : Storey
- 1974 : Cannon (série télévisée) - Saison 4, épisode 11 : Mort ou vif : Dick Krueger
- 1974 : Sergent Anderson (Police Woman) (série télévisée) - Saison 1, épisode 13 : Mystère en vol : Albin
- 1975 : The Manhunter (en) (série télévisée) - Saison 1, épisode 15 : Web of Fear : ?
- 1975 : Medical Story (en) (série télévisée) - Saison 1, épisode 6 : Million Dollar Baby : Daniel Codroy
- 1975 : Columbo (série télévisée) - Saison 5, épisode 3 : Jeu d'identité (Identity Crisis) : Phil Corrigan
- 1975 : Rhoda (en) (série télévisée) - Saison 2, épisode 12 : Friends and Mothers : Ted Cummings
- 1975 : Cannon (série télévisée) - Saison 5, épisode 14 : La Star, 1re partie : Juge Barnett
- 1976 : Les Rues de San Francisco (série télévisée) - Saison 4, épisode 18 : Le Monde interdit : Frank Garson
- 1976 : 200 dollars plus les frais (The Rockford Files) (série télévisée) - Saison 2, épisode 21 : Triple jeu : Martin Eastman
- 1976 : Twin Detectives (téléfilm) : Marvin Telford
- 1976 : What's Happening!! (en) (série télévisée) - Saison 1, épisode 6 : The Burger Queen : Mr. Reynolds
- 1976 : Phyllis (série télévisée) - Saison 2, épisode 12 : Bess Airs Her Views : Dean Armbruster
- 1977 : Switch (série télévisée) - Saison 2, épisode 13 : Portraits of Death : Mr. Owens
- 1977 : The Mary Tyler Moore Show (série télévisée) - Saison 7, épisode 18 : Hail the Conquering Gordy : Mr. Cobb
- 1977 : L'Homme araignée (série télévisée) - Épisode (pilot) intitulé Spider-Man, distribué en salles en France : J. Jonah Jameson
- 1978 : La croisière s'amuse (série télévisée) - Saison 1, épisode 13 : Il faut bien que vieillesse se passe : Greg Beatty
- 1978 : C.P.O. Sharkey (en) (série télévisée) - Saison 2, épisode 19 : Captain's Right Hand Man : Amiral Holland
- 1979 : Wonder Woman (série télévisée) - Saison 3, épisode 15 : The Starships Are Coming : Le Général
- 1981 : Quincy (série télévisée) - Saison 6, épisode 17 : Sugar and Spice : Dr Fulton
- 1981 : L'Incroyable Hulk (série télévisée) - Saison 5, épisode 3 : Veteran : Archer Hewitt
- 1985 : Cagney et Lacey - Saison 4, épisode 19 : Two Grand : Mitchell Farnsworth
- 1985 : This Wife for Hire (téléfilm) : Larry Dunston
- 1985 : Les Enquêtes de Remington Steele - Saison 3, épisode 22 : Steele of Approval : J.W. Kendall
- 1985 : Dallas - Saison 8, épisode 30 : Swan Song : Mark
- 1986 : Dallas - Saison 10, épisode 2 : Return to Camelot: Part 2 : Mark
- 1986 : L'Agence tous risques - Saison 4, épisode 20 : La Mission de la paix : Rudy / Charles Winston
- 1986 : Dynastie - Saison 7, épisode 5 : La Réhabilitation : Dr Gavin